# Base d'aéronautique navale d'Aspretto
La base d'aéronautique navale d'Aspretto ou BAN Aspretto est une base d'aéronautique navale de l'aviation navale française installée à Ajaccio en Corse, créée en 1938.

## Historique
La première installation d'un centre d’aéronautique de la marine française en Corse remonte à la Première Guerre mondiale. Dans les derniers mois de la guerre, le "pacha" de la base d'Aspretto n'est autre que René Pugnet qui sera le premier commandant du Paquebot Normandie en 1935 . Le centre est désaffecté en 1922 et, à la suite d'un rapport du Sénat de 1927, il est décidé en novembre 1932 la construction d'une base d’hydravions sur les terrains d’Aspretto. Les travaux durent de 1933 à 1937 et la BAN est officiellement inaugurée le 5 février 1938.
La base commence son activité avec une section d’hydravions composée d’un CAMS 30 et de 3  Levasseur PL.15 (en). En août 1939, l'escadrille 3S6 compte 3 Gordou Leseurre GL-812, 5 Levasseur PL.15  et 1 Loire 130. Le 27 novembre 1942, la base est évacuée et passe aux mains des Italiens puis est réarmée en septembre 1943 avec 2 Loire 130, puis en décembre avec 12 hydravions Supermarine Walrus SAR de l'escadrille 4S. De juillet à octobre 1944, la flottille 6F est stationnée sur la base et participe à des missions de recherche de mines en août lors du débarquement de Provence. En avril 1946, l’escadrille 4S est remplacée par l’escadrille 20S (composée  d’hydravions Dornier Do 24) et qui restera à Aspretto jusqu'à la mise en gardiennage de la BAN et la dissolution concomitante de la 20S en janvier 1950. 

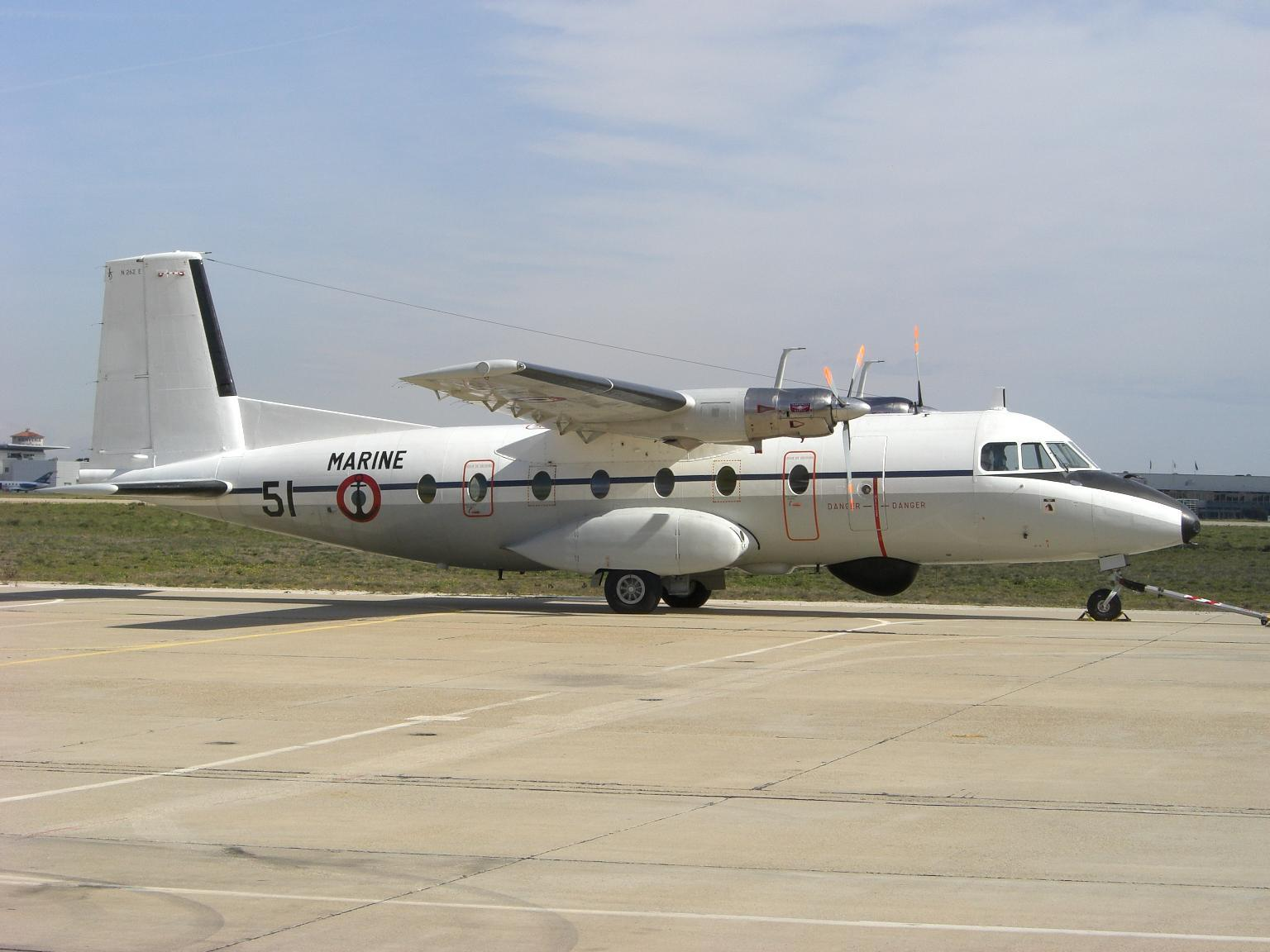
Un Nord-Aviation N262

La BAN est réarmée en janvier 1955 avec l'arrivée des Grumman TBM Avenger de la flottille 9F en provenance de la BAN Karouba, lesquels resteront sur place jusqu'en octobre 1960. Entretemps, la Marine nationale, affectataire secondaire du terrain de Campo Dell ‘Oro depuis 1945, s'y voit concéder en 1954 une enclave suffisante pour recevoir une formation de l’Aéronautique navale. L'arrivée de l'escadrille 55S en février 1961 va pérenniser pendant 25 ans les missions SAR tout y ajoutant des missions d’intérêt général : surveillance maritime des côtes, liaisons avec des Beechcraft SNB-5 puis des Nord-Aviation N262.

## Bâtiments et infrastructures
Dans les années 1970 et 1980, la maintenance de ces appareils terrestres se faisait dans l'un des deux grands hangars à hydravions de la base (l'autre abritait  un dépôt de matériel...et les voiliers du club nautique des équipages, qui rentraient tout gréés sans affaler les voiles dans ces bâtiments immenses.) 
La tour cylindrique trapue que l'on aperçoit depuis la plage du Ricanto (dite Tahiti-plage) est le socle en maçonnerie de l'énorme grue qui "pêchait" les hydravions sur ce plan d'eau abrité pour les déposer sur le terre-plein des hangars. au sommet de cette tour subsiste un gigantesque engrenage fixe (5 mètres de diamètre) qui servait à la rotation de la grue. 
Au pied de cette tour, dans 6 m d'eau se trouve l'épave d'un chasseur Curtiss P40 trouvé à grande profondeur par les nageurs de combat du CINC et repositionné là comme but de plongée d'exercice.
Les noctambules fréquentant les plages pouvaient parfois voir un spectacle insolite : un avion, pilote à bord, tous feux allumés tracté par un tracteur agricole Renault sur la route de la plage, entre la base d'Aspretto et l'aéroport de Campo dell oro, avec une escorte de motards pour ce convoi exceptionnel, qui avait lieu à chaque maintenance des appareils.
Une petite darse, prévue initialement pour les hydravions avec un môle apputé sur l'écueil des scoglietti, abritait diverses embarcations de sauvetage en mer, servitude et surveillance sécurité, ainsi que les bateaux de plongée des nageurs de combat du centre d'instruction des nageurs de combat (qui déménagèrent en Bretagne, à Quelern, près de Brest , après l'affaire du Rainbow Warrior. 
Les autres bâtiments comprenaient les casernes et réfectoires des officiers , officiers mariniers et matelots (dont ceux du contingent au temps du service militaire) ainsi que les logements d'une compagnie de protection de Fusiliers marins. Le poste de commandement, avec une vue complète sur le golfe d'Ajaccio est sur le terre plein entre les hangars et la darse est un élégant bâtiment en béton armé datant des années 30 dont l'aspect extérieur reproduit le bloc passerelle d'un petit navire de guerre. Une centrale électrique de secours avec un puissant groupe électrogène diésel complétait les infrastructures.
Depuis 1985, aucune unité de l'Aéronavale n'a plus été affectée en Corse et la BAN Aspretto compte désormais majoritairement des réservistes mais aussi quelques personnels d’actif.
La BAN Aspretto abrite aujourd’hui le COMAR Corse (Commandant de la Marine en Corse) ainsi que l'antenne Corse du CROSS Med, le centre de coordination du sauvetage maritime.
La flottille 9F participe à de nombreuses actions. elle participe entre autres aux actions des porte-avions Bois Belleau, Lafayette, Arromanches.
Depuis 2009, elle accueille la station SNSM d'Ajaccio. Les locaux au départ exigus ont été rénovés en 2018 et font 660 m2 ; ils sont mis à disposition par la Marine nationale. Ainsi, en plus d'accueillir plusieurs bâtiments de l'Action de l'État en Mer (Gendarmerie maritime, Douanes, Affaires maritimes), elle abrite notamment la vedette de première classe de 14 m SNS 150 A Madunuccia et la vedette légère de 6 m SNS 438 Guardiulinu,.

## Les unités présentes sur la BAN
- Escadrille B3 (avril 1939-juin 1939)
- Escadrille 3S6 (août 1939-juillet 1940)
- Escadrille 12S (août 1940)
- Escadrille 4S (décembre 1943-août 1944)
- Flottille 6F (juillet 1944-octobre 1944)
- Escadrille 20S (avril 1946-janvier 1950)
- Flottille 9F (janvier 1955-octobre 1960)
- Escadrille 55S (février 1961-août 1986)